# Топорівський Андрій Русланович
Андрі́й Русла́нович Топорі́вський (нар. 17 липня 1998, Київ) — визнаний найкращим серед виконавців фортепіанної музики, лауреат загальнонаціональної премії ”Гордість країни 2008” в номінації Особисте досягнення та номінант загальнонаціональної програми «Людина року 2008» в номінації «Юний талант року». Старший брат - Топорівський Богдан, молодша сестра - Топорівська Олеся.

## Біографія
Народився 17 липня 1998 року в місті Києві в сім’ї музикантів — батько тромбоніст у поліційному оркестрі, мати артистка хору в театрі опери та балету.
З 2003 по 2013 роки навчався в Київській дитячій музичній школі № 3 імені В. С. Косенка грі на фортепіано, блок-флейті та саксофоні.
З самого раннього віку, батьки цілеспрямовано привчали дитину до музики. Це дало досить гарні результати. Навчаючись у музичний школі № 3 імені В. С. Косенка, Андрій виступав у концертах класу фортепіанного відділу та звітних концертах. Брав участь у концертах Благодійного Президентського Фонду «Україна» (Національна філармонія, музей дитячої книги, будинок вчених). Справжніми подіями були виступи з сольними концертами в Франції (м. Меріньяк, 2011 р.) та Італії (м. Джоя дель Колле, театр ім. Дж. Россіні, 2011 р.).
Піаніст навчається мистецтву фортепіанної гри у чудового педагога, знаного Майстра, заслуженої артистки України Наталії Павлівни Роменської. Гармонійне поєднання самовідданої любові до своєї справи, безкомпромісної оцінки результатів, досягнутих своїм вихованцем, та надзвичайна доброзичливість – надійний шлях, яким йде Наталія Павлівна протягом багатьох років, виводячи до музичного світу обдарованих дітей.
Протягом навчання грі на фортепіано, разом з старшим братом досяг чималих успіхів, серед яких: участь в міжнародних музичних конкурсах у Франції та Італії, номінація «Юний талант року» загальнонаціональної програми «Людина року 2008», лауреатство премії «Гордість країни 2008» в номінації «Особисте досягнення» та інше.
У 2010 році здійснено запис на CD «Фортепіанні ансамблі», а в червні 2011 року — Беркович «Варіації на тему Паганіні» у супроводі Національного ансамблю солістів «Київська камерата» (диригент — народний артист України, Лауреат Національної премії України імені Т. Шевченка Валерій Матюхін).
З вересня 2004 року навчався у середній загальноосвітній школі № 206 м. Києва.

## Нагороди
- Диплом Лауреата ІІ премії фестивалю «Золоті зернята України» (м. Київ, 2004 р.; соло — Андрій).
- Диплом Лауреатів ІІІ премії Міжнародного конкурсу «Мистецтво та освіта ХХІ ст.» (м. Ворзель, 2004 р.; ансамбль), спеціальний диплом, соло — Андрій.
- Лауреати міського конкурсу фортепіанних ансамблів «Традиція та сучасність» (м. Київ, 2005 р. — ІІ місце, 2007 р. — ІІІ місце).
- Диплом конкурсу ім. В. Пухальського за найкраще виконання твору сучасного українського композитора (м. Київ, 2005 р.; соло — Андрій).
- Диплом Лауреата ІІІ премії Всеукраїнського дитячого та молодіжного фестивалю-конкурсу вокалістів класичної, камерної музики, хореографії «Різдвяний зорепад» (м. Київ, 2007 р.; соло — Андрій).
- Лауреати Всеукраїнського конкурсу класичний меридіан (м. Київ, 2006 р.,  ІІ місце, соло — Андрій), (м. Київ, 2007 р., ІІ місце, ансамбль).
- Дипломи Переможців фестивалю фортепіанної музики «Весняні голоси» (м. Київ, 2005—2011 рр.) — соло та фортепіанний ансамбль.
- Дипломи Переможців українського відбіркового туру Французького музичного конкурсу під егідою Міністерства культури Франції /CMF/ (м. Одеса, 2008р.; соло — Андрій, ансамбль).
- Дипломи Міжнародного фестивалю «АСТОРФЕСТ 2009».
- Дипломи Всеукраїнського конкурсу «Весняна рапсодія» (м. Київ, 2009—2010 рр., І місце, соло — Андрій, ф-но ансамбль).
- Дипломи Лауреатів І премії міжнародного конкурсу /CMF/ (м. Париж, Франція, 2008 р.; соло — Андрій та ф-но ансамбль).
- Дипломи Лауреатів І премії Міжнародного конкурсу юних піаністів ім. П. Ардженто (м. Джоя дель Колле, Італія, 2010 р.).
- Дипломи Лауреатів ІІ премії Міжнародного конкурсу юних талантів «Pianoopen - Merignac» (м. Меріньяк, Франція, 2011 р.; соло — Андрій та ф-но ансамбль).
- Лауреати філармонічного концерту у рамках ІХ Міжнародного дитячого фестивалю «Змінимо світ на краще!» (МДЦ Артек, 2010 р.).
- Номінанти Загальнонаціональної програми «ЛЮДИНА РОКУ 2008» (номінація «ЮНИЙ ТАЛАНТ РОКУ»).
- Володарі Національно премії «ГОРДІСТЬ КРАЇНИ 2008» (номінація «ОСОБИСТЕ ДОСЯГНЕННЯ»).
- Творчі стипендії від ГОЛОВИ КИЇВСЬКОЇ МІСЬКОЇ ДЕРЖАВНОЇ АДМІНІСТРАЦІЇ за успішне навчання та Значні особисті творчі успіхи і Здобутки (м. Київ, 2008—2011 рр.).